# Alvéolo dentário

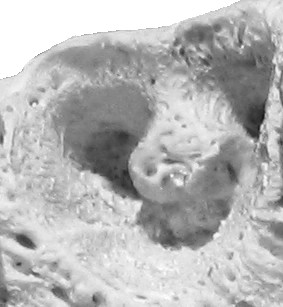
Alvéolo do segundo pré-molar de um bovino.

 Na odontologia, um alvéolo dentário é a cavidade do osso da maxila e mandíbula onde se alojam os dentes. O alvéolo existe em função dos dentes; na perda destes, o alvéolo deixa de existir. Sua função principal é dar suporte aos dentes, para que possamos mastigar os alimentos.